# SpVgg Freiburg
SpVgg Freiburg was een Duitse voetbalclub uit Freiburg im Breisgau.

## Geschiedenis
In 1904 werden de clubs FC Viktoria en FC Germania opgericht. Deze clubs fuseerden in 1919 tot SpVgg Freiburg. De fusieclub mocht meteen aantreden in de hoogste klasse van de Badense competitie en werd daar laatste. In 1927 promoveerde de club opnieuw en werd zesde. Het volgende seizoen eindigde de club zevende en in 1929/30 werd de club laatste en degradeerde. 
In 1933 fuseerde de club met FV Wiehre tot SpVgg Wiehre 04. 